# 奥尔日河畔莫尔桑
奧爾日河畔莫尔桑（法語：Morsang-sur-Orge，法語發音：[mɔʁsɑ̃ syʁ ɔʁʒ] ⓘ）是法国法兰西岛大区埃松省的一个市镇，属于埃夫里区。

## 地理
奥尔日河畔莫尔桑（48°39'48"N, 2°21'5"E）面积4.39 平方千米，位于法国法蘭西島大區埃松省，该省份为法国北部内陆省份，北起上塞纳省和马恩河谷省，西接厄尔-卢瓦省和伊夫林省，南至卢瓦雷省，东临塞纳-马恩省。
与奥尔日河畔莫尔桑接壤的市镇（或旧市镇、城区）包括：奥尔日河畔萨维尼、弗勒里梅罗日斯、聖熱訥維耶沃-德布瓦、奥尔日河畔维勒穆瓦松、维里-沙蒂永。

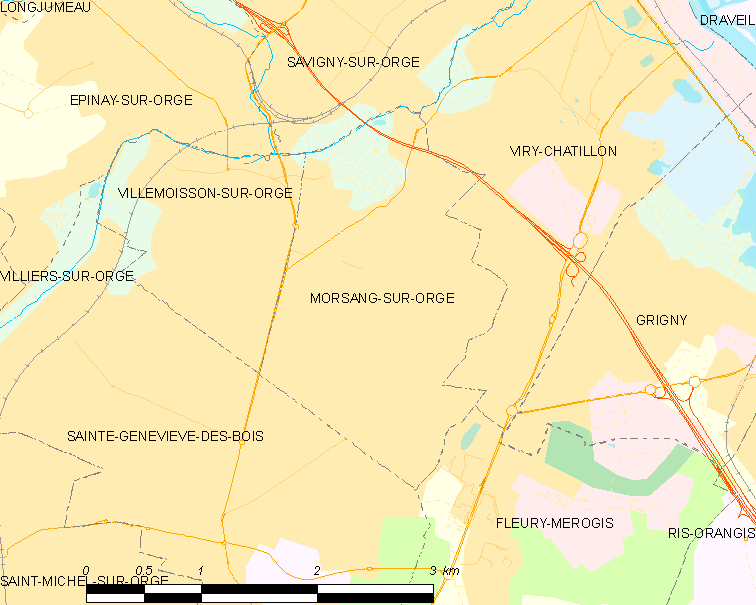
奥尔日河畔莫尔桑的OSM定位图

奥尔日河畔莫尔桑的时区为UTC+01:00、UTC+02:00（夏令时）。

## 行政
奥尔日河畔莫尔桑的邮政编码为91390，INSEE市镇编码为91434。

## 政治
奥尔日河畔莫尔桑所属的省级选区为圣热讷维耶沃-德布瓦县。

## 人口

1962-2008年间奥尔日河畔莫尔桑人口变化图示

奥尔日河畔莫尔桑于2022年1月1日时的人口数量为21161人。